# 거창 일원정
거창 일원정(居昌 一源亭)은 대한민국 경상남도 거창군 남상면 전척리에 있는, 1905년 선산 김씨 김숙자의 후손들이 유림 학자들과 더불어 지은 정자이다.
1983년 7월 20일 경상남도의 문화재자료 제78호 일원정으로 지정되었다가, 2018년 12월 20일 현재의 명칭으로 변경되었다.

## 개요
일원정은 1905년 선산 김씨 김숙자의 후손들이 유림 학자들과 더불어 지은 정자로, 개인의 인격수양뿐만 아니라 인재를 기르는 서원 역할을 수행하였다.
본채인 일원정은 앞면 4칸·옆면 2칸 규모로, 앞면에는 툇마루를 두었다. 지붕은 옆면에서 볼 때 여덟 팔(八)자 모양인 팔작지붕으로 꾸몄다.
일원정에서는 정몽주·길재·김숙자·김종직·김굉필·정여창·조광조 등 성리학의 뿌리를 같이하는 7현을 모시고 제사를 지내고 있다.

## 같이 보기
- 김숙자

## 참고 문헌
- 거창 일원정 - 국가유산청 국가유산포털